# (3234) Хергиани
(3234) Хергиани (лат. Hergiani) — типичный астероид главного пояса, открыт 31 августа 1978 года советским астрономом Николаем Черных в Крымской астрофизической обсерватории и 11 июля 1987 года назван в честь советского спортсмена-альпиниста Михаила Хергиани.

## Обнаружение и именование
(3234) Хергиани
Открыт 31 августа 1978 года в Научном Н. С. Черных.
Назван в память о выдающемся советском альпинисте Михаиле Виссарионовиче Хергиани (1932—1969).
Оригинальный текст (англ.)3234 Hergiani
Discovered 1978-08-31 by Chernykh, N. at Nauchnyj.
Named in memory of Mikhail Vissarionovich Hergiani (1932—1969), outstanding Soviet mountaineer.
Источники: DISCOVERY.DB; M.P.C. 12015.

## Орбита

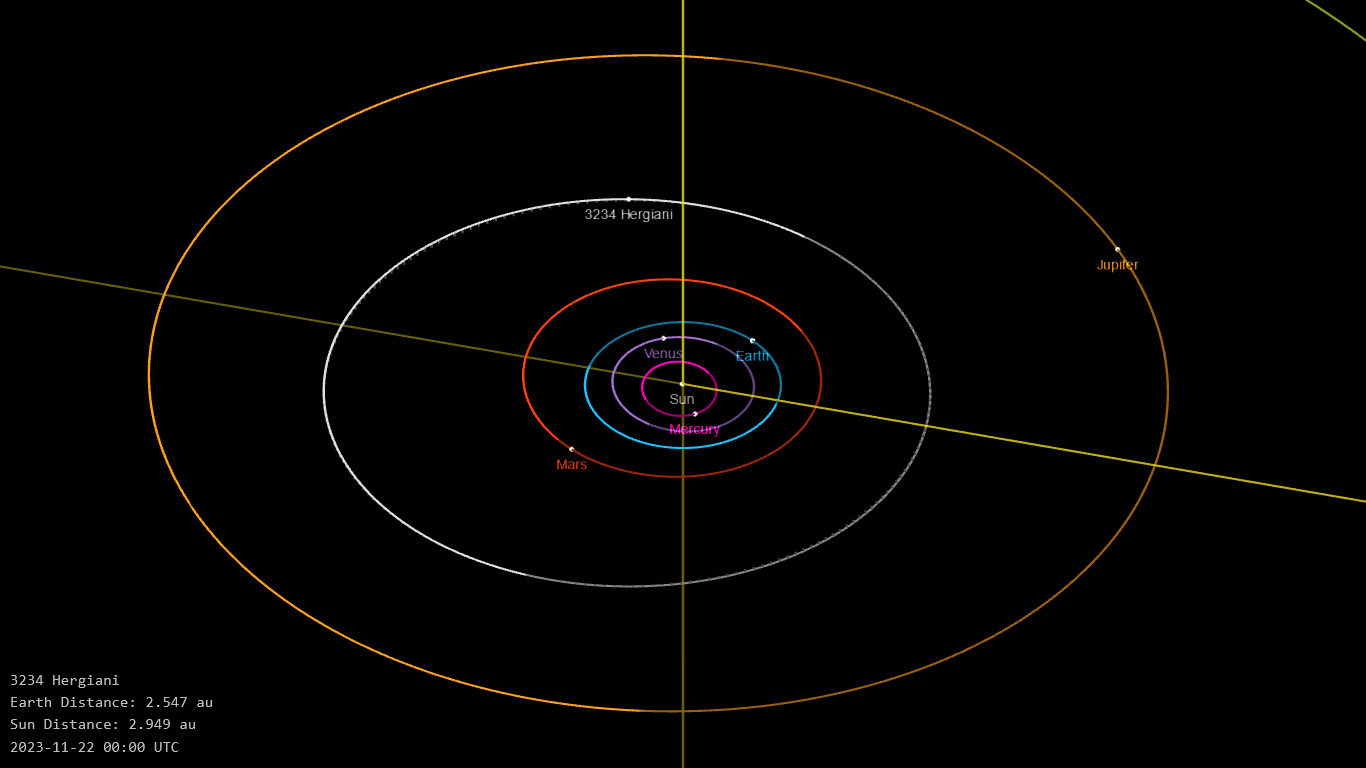
Орбита астероида Хергиани и его положение в Солнечной системе

## Физические характеристики
Астероид относится к таксономическому классу C.
По результатам наблюдений в видимом и ближнем инфракрасном диапазоне космического телескопа NEOWISE и наблюдений в инфракрасном диапазоне спутника Akari диаметр астероида оценивался равным 13,879±0,315 км, 17,33±0,73 км и 15,698±4,061 км. Согласно тем же источникам альбедо оценивается как 0,0917±0,0080, 0,059±0,005, 0,0785±0,0459 и 0,092±0,008.